# Golfo de Gdansk
El golfo o bahía de Gdansk (en polaco: Zatoka Gdańska; en casubio: Gduńskô Hôwinga; en ruso: Гданьская бухта; en alemán: Danziger Bucht; en español arcaico: Golfo de Gedán) es un golfo situado en el mar Báltico, frente a las costas de Polonia y Rusia. Recibe su nombre de la ciudad portuaria de Gdansk.

## Geografía
El golfo se extiende desde bahía de Puck al oeste hasta el estrecho de Baltiysk al este. Se encuentra separado de la laguna del Vístula por el cordón del Vístula. Los principales ríos que desembocan en la bahía son el Pregolia y el Vístula, que lo hace a través de un delta cuyos brazos reciben los nombres de Leniwka, Śmiała Wisła y Martwa Wisła. La propia laguna del Vístula también realiza aportes de agua al golfo.
En torno al golfo, que proporciona protección natural a los navíos, se han desarrollado numerosos puertos entre los que destacan los de las ciudades polacas de Gdansk, Sopot, Gdynia, Puck y Hel, y la rusa de Baltiysk.
El puerto polaco de Elblag y los rusos de Kaliningrado y Primorsk están situados en la laguna del Vístula y tienen acceso al golfo a través del estrecho de Baltiysk.

## Historia
El florecimiento de los asentamientos en torno al golfo se vio incrementado con el desarrollo comercial de la Liga Hanseática, además de las luchas territoriales entre Polonia, la Orden Teutónica, Rusia y estados alemanes. Con el tiempo Prusia llegó a controlar todo el golfo. Tras la Primera Guerra Mundial, sus orillas quedaron divididas entre tres estados: Polonia, la ciudad libre de Dánzig y Prusia Oriental (Alemania). Terminada la Segunda Guerra Mundial, sus orillas pasaron a manos de Polonia y Rusia.
En el golfo se han desarrollado dos grandes batallas: la batalla de Oliwa, que tuvo lugar en el marco de la guerra sueco-polaca, y la batalla del golfo de Gdansk, que tuvo lugar en el transcurso de la Segunda Guerra Mundial.